# Wakefield Trinity Rugby League Football Club
Maillots
Les Wakefield Trinity est un club professionnel anglais de rugby à XIII basé à Wakefield dans le Yorkshire de l'Ouest. Ils évoluent dans la Super League qui est le championnat élite d'Europe (regroupant des clubs anglais, français et gallois). Ils ont remporté à deux reprises le championnat - 1967 et 1968 - ainsi que la Challenge Cup à cinq reprises (1909, 1946, 1960, 1962 et 1963).
Le club est fondé en 1873 en tant que club de rugby (qui devient plus tard le rugby à XV) puis participe à la fondation de la Northern Rugby Football Union (qui prend le nom plus tard de la « Rugby Football League ») en 1895 qui est à l'origine directe de la naissance du rugby à XIII. Créé en 1996, la Super League n'accueille les Trinity Wildcats que depuis 1999 à l'exception des saisons 2003 et 2024 à la suite de relégations sportives. Le club dispute ses matchs au The Hearwell Stadium (ou appelé « Belle Vue »), doté d'une capacité actuelle de 12 600 places.

## Histoire
Le club, fondé en 1873, a un palmarès impressionnant, puisqu'il remporte la Coupe d'Angleterre trois fois en quatre ans (de 1960 à 1963). 
Son stade, « Belle Vue » a également été popularisé par le film Le Prix d'un Homme . En effet, de nombreux plans de ce film, sorti en 1963 et dans lequel jouent Richard Harris et Rachel Roberts, ont été tournés dans ce stade.

Ancien logo.

## Palmarès
| Super League (précédemment RFL Championship)                   | Challenge Cup                                                                        |
| -------------------------------------------------------------- | ------------------------------------------------------------------------------------ |
| - Champion (2) : 1967 et 1968. - Finaliste (2) : 1960 et 1962. | - Vainqueur (5) : 1909, 1946, 1960, 1962, 1963 - Finaliste (3) : 1914, 1968 et 1979. |

## Bilan du club toutes saisons et toutes compétitions confondues
| Année       | Année                         | Saison régulière Super League | Saison régulière Super League | Saison régulière Super League | Saison régulière Super League | Saison régulière Super League | Saison régulière Super League | Saison régulière Super League | Saison régulière Super League | Phase finale Super League | Phase finale Super League | Phase finale Super League | Phase finale Super League | Phase finale Super League | Phase finale Super League | Phase finale Super League | Challenge Cup      |
| Année       | Année                         | Class.                        | Points                        | MJ                            | V.                            | N.                            | D.                            | Pp.                           | Pc.                           | Perf.                     | MJ                        | V.                        | N.                        | D.                        | Pp.                       | Pc.                       | Performance        |
| Saison 1999 | Saison 1999                   | 11e                           | 20                            | 30                            | 10                            | 0                             | 20                            | 608                           | 795                           | Non qualifié              | -                         | -                         | -                         | -                         | -                         | -                         | Huitième de finale |
| Saison 2000 | Saison 2000                   | 10e                           | 16                            | 28                            | 8                             | 0                             | 20                            | 557                           | 771                           | Non qualifié              | -                         | -                         | -                         | -                         | -                         | -                         | Huitième de finale |
| Saison 2001 | Saison 2001                   | 11e                           | 14                            | 28                            | 8                             | 0                             | 20                            | 529                           | 817                           | Non qualifié              | -                         | -                         | -                         | -                         | -                         | -                         | Quart-de-finale    |
| Saison 2002 | Saison 2002                   | 11e                           | 12                            | 28                            | 5                             | 2                             | 21                            | 566                           | 899                           | Non qualifié              | -                         | -                         | -                         | -                         | -                         | -                         | Quart-de-finale    |
| Saison 2003 | Saison 2003                   | 11e                           | 15                            | 28                            | 7                             | 1                             | 20                            | 505                           | 774                           | Non qualifié              | -                         | -                         | -                         | -                         | -                         | -                         | Huitième de finale |
| Saison 2004 | Saison 2004                   | 6e                            | 30                            | 28                            | 15                            | 0                             | 13                            | 788                           | 662                           | 2e tour                   | 2                         | 1                         | 0                         | 1                         | 42                        | 36                        | Quart-de-finale    |
| Saison 2005 | Saison 2005                   | 10e                           | 20                            | 28                            | 10                            | 0                             | 18                            | 716                           | 997                           | Non qualifié              | -                         | -                         | -                         | -                         | -                         | -                         | Seizième de finale |
| Saison 2006 | Saison 2006                   | 10e                           | 20                            | 28                            | 10                            | 0                             | 18                            | 591                           | 717                           | Non qualifié              | -                         | -                         | -                         | -                         | -                         | -                         | Seizième de finale |
| Saison 2007 | Saison 2007                   | 8e                            | 23                            | 27                            | 11                            | 1                             | 15                            | 596                           | 714                           | Non qualifié              | -                         | -                         | -                         | -                         | -                         | -                         | Huitième de finale |
| Saison 2008 | Saison 2008                   | 8e                            | 22                            | 27                            | 11                            | 0                             | 16                            | 574                           | 760                           | Non qualifié              | -                         | -                         | -                         | -                         | -                         | -                         | Demi-finale        |
| Saison 2009 | Saison 2009                   | 5e                            | 32                            | 27                            | 16                            | 0                             | 11                            | 685                           | 609                           | 1er tour                  | 1                         | 0                         | 0                         | 1                         | 16                        | 25                        | Huitième de finale |
| Saison 2010 | Saison 2010                   | 11e                           | 18                            | 27                            | 9                             | 0                             | 18                            | 539                           | 741                           | Non qualifié              | -                         | -                         | -                         | -                         | -                         | -                         | Seizième de finale |
| Saison 2011 | Saison 2011                   | 13e                           | 10                            | 27                            | 7                             | 0                             | 20                            | 453                           | 957                           | Non qualifié              | -                         | -                         | -                         | -                         | -                         | -                         | Huitième de finale |
| Saison 2012 | Saison 2012                   | 8e                            | 26                            | 27                            | 13                            | 0                             | 14                            | 633                           | 764                           | 1er tour                  | 1                         | 0                         | 0                         | 1                         | 20                        | 42                        | Seizième de finale |
| Saison 2013 | Saison 2013                   | 11e                           | 21                            | 27                            | 10                            | 1                             | 16                            | 660                           | 841                           | Non qualifié              | -                         | -                         | -                         | -                         | -                         | -                         | Huitième de finale |
| Saison 2014 | Saison 2014                   | 12e                           | 21                            | 27                            | 10                            | 1                             | 16                            | 557                           | 750                           | Non qualifié              | -                         | -                         | -                         | -                         | -                         | -                         | Seizième de finale |
| Saison 2015 | Saison 2015                   | 12e                           | 14                            | 31                            | 7                             | 0                             | 24                            | 579                           | 1115                          | Non qualifié              | -                         | -                         | -                         | -                         | -                         | -                         | Huitième de finale |
| Saison 2016 | Saison 2016                   | 8e                            | 20                            | 30                            | 10                            | 0                             | 20                            | 571                           | 902                           | Non qualifié              | -                         | -                         | -                         | -                         | -                         | -                         | Demi-finale        |
| Saison 2017 | Saison 2017                   | 5e                            | 32                            | 30                            | 16                            | 0                             | 14                            | 714                           | 679                           | Non qualifié              | -                         | -                         | -                         | -                         | -                         | -                         | Quart de finale    |
| Saison 2018 | Saison 2018                   | 5e                            | 27                            | 30                            | 13                            | 1                             | 16                            | 747                           | 696                           | Non qualifié              | -                         | -                         | -                         | -                         | -                         | -                         | Huitième de finale |
| Saison 2019 | Saison 2019                   | 9e                            | 22                            | 29                            | 11                            | 0                             | 18                            | 608                           | 723                           | Non qualifié              | -                         | -                         | -                         | -                         | -                         | -                         | Quart de finale    |
| Saison 2020 | Saison 2020                   | 10e                           | 10                            | 19                            | 5                             | 0                             | 14                            | 324                           | 503                           | Non qualifié              | -                         | -                         | -                         | -                         | -                         | -                         | Quart de finale    |
| Saison 2021 | Saison 2021                   | 10e                           | 18                            | 24                            | 9                             | 0                             | 15                            | 482                           | 548                           | Non qualifié              | -                         | -                         | -                         | -                         | -                         | -                         | 3e tour            |
| Saison 2022 | Saison 2022                   | 10e                           | 20                            | 27                            | 10                            | 0                             | 17                            | 497                           | 648                           | Non qualifié              | -                         | -                         | -                         | -                         | -                         | -                         | Quart de finale    |
| Saison 2023 | Saison 2023                   | 12e                           | 8                             | 27                            | 4                             | 0                             | 23                            | 303                           | 742                           | Non qualifié              | -                         | -                         | -                         | -                         | -                         | -                         | Huitième de finale |
| Année       | Saison régulière Championship | Saison régulière Championship | Saison régulière Championship | Saison régulière Championship | Saison régulière Championship | Saison régulière Championship | Saison régulière Championship | Saison régulière Championship | Phase finale Championship     | Phase finale Championship | Phase finale Championship | Phase finale Championship | Phase finale Championship | Phase finale Championship | Phase finale Championship | Phase finale Championship | Challenge Cup      |
| Saison 2024 | Saison 2024                   | 1er                           | 50                            | 26                            | 15                            | 0                             | 1                             | 1010                          | 262                           | Champion                  | 2                         | 2                         | 0                         | 0                         | 58                        | 13                        | Huitième de finale |
| Année       | Saison régulière Super League | Saison régulière Super League | Saison régulière Super League | Saison régulière Super League | Saison régulière Super League | Saison régulière Super League | Saison régulière Super League | Saison régulière Super League | Phase finale Super League     | Phase finale Super League | Phase finale Super League | Phase finale Super League | Phase finale Super League | Phase finale Super League | Phase finale Super League | Phase finale Super League | Challenge Cup      |
| Saison 2025 | Saison 2025                   | -                             | -                             |                               |                               |                               |                               |                               |                               | -                         | -                         | -                         | -                         | -                         | -                         | -                         | Quart de finale    |

## Joueurs notables
Plusieurs joueurs de Leeds ont été nommés dans l'équipe type de la Super League : Gareth Ellis en 2003, Sid Domic en 2004, David Solomona en 2004, Jason Demetriou en 2007, Danny Kirmond en 2013, Bill Tupou en 2018, Tom Johnstone en 2018 et Matty Ashurst en 2018. 
Mais avant eux, des joueurs se sont fait déjà connaitre. 
Ainsi, Neil Fox,  qui joua centre de 1956 à 1979, marquera plus de 6 000 points dans sa carrière et représentera la Grande-Bretagne vingt-neuf fois. 
Deux joueurs ont remporté le Harry Sunderland Trophy : Ray Owen en 1967 et Gary Cooper en 1968.
On note également que le père de l'historien et écrivan Mike Rylance, Ron Rylance (1925-1998) a joué pour le club, et cela à un haut niveau puisqu'il participe notamment à la victoire du club en finale de la Challenge Cup de 1946. A son enterrement, six joueurs du club  (Neil Fox, Derek Turner, Peter et Don Fox, Don Robinson et Ian Brooke) porteront son cercueil en terre.